# Конфедерация Речи Посполитой
Конфедерация (пол. konfederacja) — временный политический союз шляхты в Речи Посполитой в XVI—XVIII веках.
В период бескоролевья после смерти Сигизмунда II Августа (1572) и в последующих случаях междуцарствия конфедерация составлялась на конвокационном сейме, который объявлял себя генеральной, или каптуровой, конфедерацией, то есть верховным органом власти. С начала XVII века под названием «генеральная конфедерация» всё чаще выступали общегосударственные политические союзы шляхты, созданные в целях защиты её общесословных интересов (были также местные, воеводские). Иногда конфедерация превращалась в рокош (восстание шляхты против короля).
Обычно конфедерации назывались по месту подписания акта конфедерации. Наиболее известны:
- Варшавская конфедерация (1573) или Варшавская генеральная конфедерация[1][2][3] — определила основы религиозной терпимости знати и свободных людей в Речи Посполитой.
- Рокош Зебжидовского (1606 год — 1609 год) — конфедерация шляхты, собранная против абсолютистской политики короля Сигизмунда III.
- Тышовецкая конфедерация (1655), образованная для борьбы со шведскими захватчиками.
- Варшавская конфедерация (16 февраля 1704 года) (продолжение Великопольской конфедерации 1703 года) — при поддержке шведского короля Карла XII низложила в ходе Северной войны Августа II и объявила период бескоролевья, после чего новым королём Речи Посполитой был избран Станислав Лещинский.
- Сандомирская конфедерация (20 мая 1704 года) — объединение польской шляхты, поддержавшей Августа II после его низложения, союзники России в действиях против Швеции и сторонников Станислава Лещинского.
- Тарногродская конфедерация[4] (1715) — объединение польской шляхты, выступившей против насаждаемого Августом II абсолютизма. Не желая усиления власти Августа II в Речи Посполитой, эту конфедерацию поддержал русский царь Пётр I.
- Виленская конфедерация (1716) — объединение великолитовской шляхты, аналогичное Тарногродской конфедерации польской шляхты.
- Дзиковская конфедерация (1734 год) — конфедерация созванная в поддержку короля Станислава Лещинского.
- Слуцкая конфедерация (20 марта 1767 года) — союз протестантской (кальнивинистов, лютеран) и православной шляхты Великого княжества Литовского, созданной с целью уравнения в правах с католической шляхтой.
- Торуньская конфедерация (20 марта 1767 года) — создана в один день со Слуцкой конфедерацией на территории Польши, также с целью поддержания прав «иноверцев» в Речи Посполитой.
- Радомская конфедерация[5] (23 июня 1767 года) — создана в Речи Посполитой при поддержке российского посла Н. В. Репнина против попыток короля Станислава Понятовского и его окружения (Чарторыйских) усилить центральную власть. Усилила влияние России в Речи Посполитой.
- Барская конфедерация[6][7][8] (1768) — создана в Речи Посполитой против Радомской конфедерации и короля Станислава Понятовского, ставшего заложником пророссийской политики.
- Тарговицкая конфедерация[9][10] (1792) — пророссийская конфедерация, созданная против Конституции 1791 года, провозгласившей усиление центральной власти в Речи Посполитой.